# Teodor I Cal·liopes
Teodor I Cal·liopes (en grec Θεόδωρος Καλλιοπάς) fou exarca de Ravenna dues vegades, la primera cap al 648-649 i la segona vers el 652-666.
Poc se sap del seu primer mandat. Va succeir segons uns a Isaac i segons altres a Plató i fou substituït segons uns per Plató i segons altres per Olimp.
A la mort d'Olimp el 652 fou nomenat exarca altre cop i el 653 va entrar a Roma amb un destacament de soldats per complir l'ordre ja donada al seu predecessor, de detenir el Papa Martí I, el va fer presoner i el va enviar a Naxos. Després va voler fer l'elecció d'un nou Papa però els romans no li van donar suport. Al cap d'un any (654) finalment fou elegit papa Eugeni I.
Com a màxim el 666 fou substituït per Gregori.